# Бреч (річка)
Бреч — річка в Корюківському і Сновському районах Чернігівської області. Ліва притока Снові (басейн Дніпра). 

## Опис
Довжина 50 км. Площа водозбірного басейну 235 км². Похил річки 0,76 м/км. Долина коритоподібна, завширшки до 2,5 км. Заплава симетрична, завширшки до 800 м. Річище звивисте, пересічна ширина 5 м. Живлення мішане. Льодостав з грудня до березня. 

## Розташування
Бреч бере початок на північний захід від села Матвіївка. Тече на захід, місцями на північний захід і північ, у пригиловій частині — на південний захід. Впадає до Снові на північний захід від міста Сновськ. 
Основні притоки: Миленька, Бречиця (праві).

## Населені пункти
Над річкою розташоване місто Корюківка і декілька сіл.